# Jens Brostrup
Jens Brostrup, död 3 juni 1497, var ärkebiskop i Lunds stift från 1472 till sin död.
Jens Brostrup föddes på Själland och var av den danska adliga släkten Brostrup. 
Han var tidigt kanik i Roskilde och senare kaplan åt Kristian I. 1468 var han prior och 1469 prost i Dalby kloster. 
Som kungens kansler och ärkedjäkne i Lund valdes han 1472 till ärkebiskop i Lund, efter Tuve Nielsen (Juul). Han tvingades dock acceptera att, i jämförelse med sina företrädare, få sin makt beskuren till förmån för domkapitlets medlemmar. Han tvingades betala dyrt för att bli stadfäst som ärkebiskop, då påven lovat ämbetet till en av sina kardinaler. Detta gjorde att Jens Brostrup hamnade i en skuld som han fick problem att komma ur. 
Tillsammans med riksmarsken Claus Rönnow hämtade han 1478 Kristina av Sachsen i Warnemünde. Den 6 september vigde han prins Hans och Kristina i Köpenhamn. Efter Kristian I död försökte han få Hans vald till kung för de nordiska rikena, men misslyckades i Sverige. 1483 krönte han Hans till kung av Danmark. Han var ledare för riksrådet, lät befästa Flyinge och rustade upp flera av ärkebiskopens slott. 
Efter några dagars sjukdom avled han 1497 på Flyinge slott i pesten, och hans bror Hans Brostrups söner och döttrar, och andra släktingar ärvde honom. Efter sin död fick han ett negativt eftermäle, eftersom han lämnat bort mycket av kyrkans egendomar till släktingar.